# Zilverjodide
Zilverjodide (AgI) behoort tot de zogenaamde zilverhalogeniden. Het is een zout met lage oplosbaarheid in water. Zilverjodide is een vaste ionengeleider. Voor AgI zelf is dat het geval bij verhoogde temperaturen. Er is echter een rubidiumzilverjodide waar dat al het geval is bij kamertemperatuur. Het wordt wel toegepast in batterijen.
Zilverjodide wordt ook gebruikt om regen te maken.

## Synthese
Zilverjodide kan worden verkregen door aan een oplossing van zilvernitraat kaliumjodide toe te voegen. Onoplosbaar zilverjodide slaat vervolgens neer.
{\displaystyle {\ce {AgNO3 + KI -> AgI_v + KNO3}}}

## Toxicologie en veiligheid
Zilverjodide wordt algemeen beschouwd als een schadelijke, vervuilende en toxische verbinding. Inname van jodiden, waaronder zilverjodide, leidt tot huidirritatie, overmatige slijmproductie, hoofdpijn en irritatie van slijmvliezen. Andere symptomen zijn mentale uitputting, bloedarmoede en gewichtsverlies. Chronische inname kan leiden tot argyrie, dat gekenmerkt wordt door het blauwgrijs worden van ogen, huid en slijmvliezen. Chronisch huidcontact kan leiden tot permanente verkleuring van de huid.